# Dębieńsko
Dębieńsko (niem. Dubensko) – dzielnica Czerwionki-Leszczyn.
W latach 1945–1954 siedziba gminy Dębieńsko. Dębieńsko od 1977 roku jest jedną z czterech dzielnic miasta Czerwionka-Leszczyny. Według danych z marca 2005 roku liczyło 3 tysiące 608 mieszkańców.

## Lokalizacja
Dębieńsko położone jest w północno-wschodniej części gminy Czerwionka-Leszczyny. Od południa graniczy z Czerwionką i Bełkiem, od północy z Knurowem, od zachodu z Czuchowem i od wschodu z Ornontowicami oraz Jaśkowicami
Przez Dębieńsko przebiega autostrada A1 mająca łączyć Gdańsk z Ostrawą.

## Warunki naturalne
Większość obszaru Dębieńska wchodzi w skład Kotliny Raciborsko-Oświęcimskiej, która jest częścią Płaskowyżu Rybnickiego.
Głównym bogactwem naturalnym jest węgiel kamienny. Grunty rolne są III oraz IV i sporadycznie V klasy bonitacji stanowiące kompleksy pszenne, żytnie bardzo dobre i żytnie dobre. Przez Dębieńsko przepływa rzeczka Jordanek.

## Nazwa
Według niemieckiego językoznawcy Heinricha Adamy’ego nazwa pochodzi od polskiej nazwy drzewa liściastego „dębu” – „von dąb, spr. domb = Eiche”. W swoim dziele o nazwach miejscowych na Śląsku, wydanym w 1888 roku we Wrocławiu, Adamy wymienia jako wcześniejszą od niemieckiej nazwę miejscowości w formie Dembensko, podając jej znaczenie: „Eichdorf”, czyli po polsku „Dębowa wieś”. Pierwotna nazwa została później przez Niemców zgermanizowana na Dubensko tracąc swoje znaczenie.

## Historia

### Początki miejscowości

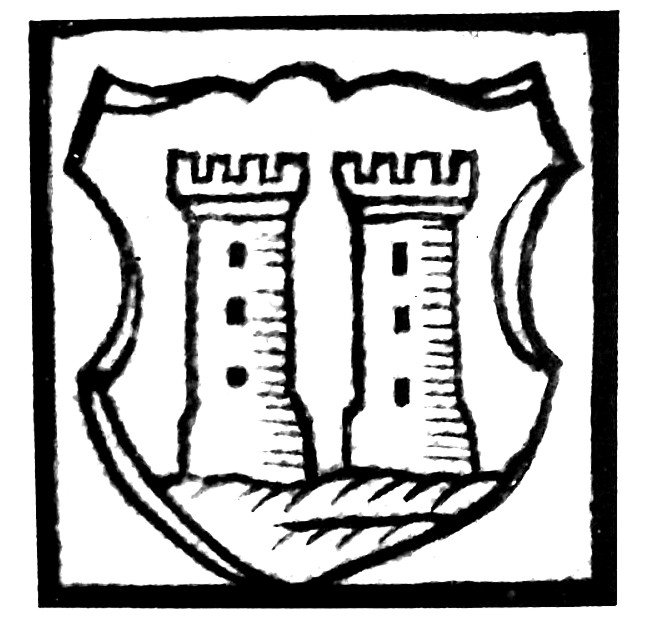
Herb rodu Welczek XVI w.

Po raz pierwszy nazwa Dębieńsko znalazła się w dokumentach pisanych w 1306 roku, jednak historia miejscowości znanej początkowo jako osada Damb sięga połowy XIII wieku. Pierwszym jej właścicielem był rycerz Egidio Rassycz, a lokowana została przez księcia opolskiego Władysława. Od syna Egidia – Wlostka wywodzi się ród Welczków, który był właścicielem Dębieńska przez następnych kilkaset lat.
Na ziemiach rodu Welczków oprócz Dębieńska, które składało się ze starej osady – Dębieńska Starego i nowolokowanej wsi – Dębieńska Wielkiego powstały nowe osady: Czerwionka, Leszczyny, Czuchów, Ciosek oraz Ornontowice.
W 1450 roku Mikołaj Starszy Welczek podzielił majątek między swoją siostrę i syna – Mikołaja Młodszego Welczka. Siostra – małżonka rycerza Ramscha odziedziczyła Dębieńsko Stare, zaś syn w 1455 roku resztę dóbr. Kolejnymi właścicielami Dębieńska po bezpotomnej śmierci Mikołaja Młodszego byli jego kuzyni Wacław i Wlostek. Później potomek Wlostka – Jerzy Welczek oraz jego brat Jan.

### XVII-XVIII wiek

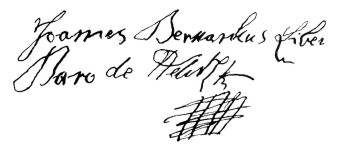
Podpis wolnego barona Jana Welczka kanclerza księstwa opolsko-raciborskiego.

Po śmierci Jerzego Welczka w 1631 roku zarząd nad pozostawionym przez niego dobrami objęła rada składająca się z Jerzego Kozielskiego, Wilhelma von Trach, Jana Kotulińskiego, Adama Holly oraz Stanisława Reiswitza. Dobra dębieńskie objął Jan Welczek, kanclerz księstwa opolsko-raciborskiego, posiadający tytuł wolnego barona. Po jego śmierci właścicielami Dębieńska został jego syn Krzysztof pełniący funkcję sędziego krajowego państwa pszczyńskiego oraz syn Krzysztofa Franciszek Rudolf. Po śmierci Franciszka Rudolfa Dębieńsko Wielkie zostało sprzedane przez jego żonę Johannowi Rudolfowi von Eichendorff, zaś Dębieńsko Stare przeszło w ręce rodu Paczyńskich z Paczyny.
W 1741 roku w wyniku wojen śląskich prowadzonych pomiędzy Austrią i Prusami Śląsk znalazł się w państwie pruskim.
Pod koniec XVIII wieku na terenie Dębieńska rozwinął się przemysł górniczy i powstały pierwsze kopalnie: „ANTON” i „Neues Gluck”.

### XIX wiek
W 1808 roku Dębieńsko miało znów jednego właściciela, był nim hrabia Antoni Węgierski. Ufundował on na początku XIX wieku kościół pw. świętego Jerzego oraz szkołę. Po nim Dębieńsko otrzymał Frydrich Adrian de Limburg-Stirum, który sprzedał je kupcowi Wilhelmowi Schneiderowi. Ostatnimi właścicielami Dębieńska byli kolejno Louis Theodor Moritz Eichborn, spółka „Ornontowitzer Aktiengesellschaft fur Kohlen und Eisenproduction zu Berlin”, Otto Hegenscheidt oraz jego syn Klaus.

### Wiek XX

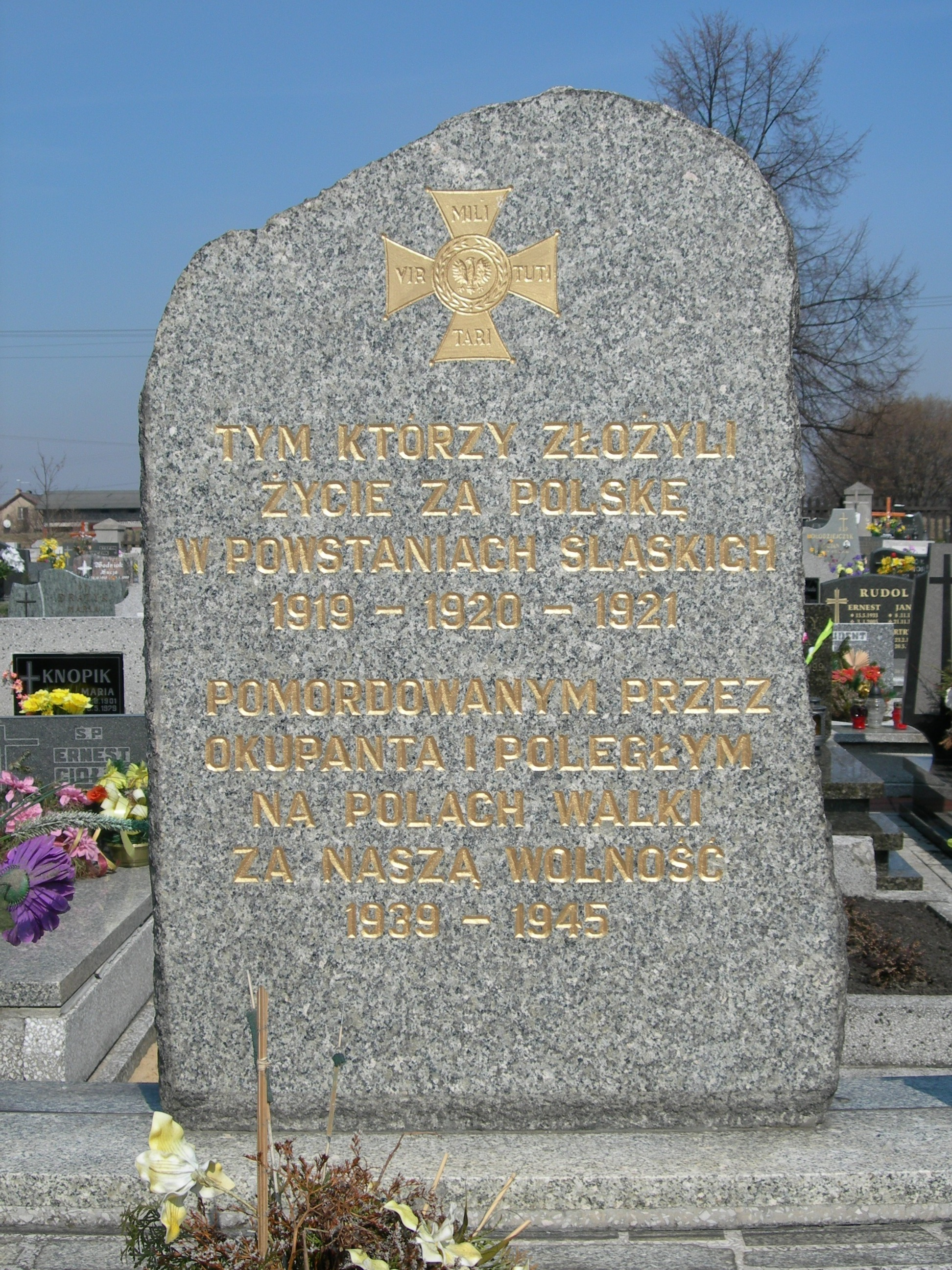
Pomnik poświęcony poległym w powstaniach śląskich oraz II wojnie światowej mieszkańcom Dębieńska

Mieszkańcy Dębieńska brali udział w I wojnie światowej oraz powstaniach śląskich.
Po plebiscycie większość powiatu rybnickiego (Landkreis Rybnik), w skład którego wchodziło Dębieńsko, znalazło się na terytorium Polski.
Do uczestnictwa w głosowaniu plebiscytowym w Dębieńsku Starym uprawnionych było 594 osób, z czego 586 oddało głosy. Za Polską głosowało 461, a za Niemcami 125 osób.
Do uczestnictwa w głosowaniu plebiscytowym w Dębieńsku Wielkim uprawnionych było 567 osoby, z czego 559 oddało głosy. Za Polską głosowało 341, a za Niemcami 217 osób, jeden głos uznano za nieważny.
Do 1939 roku 2 gmin jednostkowe – Dębieńsko Wielkie i Dębieńsko Stare (do 1924 istniały także jednoimienne obszary dworskie).
W czasie II wojny światowej na terenie Dębieńska znajdował się obóz dla jeńców angielskich pracujących przymusowo w Kopalni Dębieńsko.
Gmina zbiorowa Dębieńsko z siedzibą władz w Dębieńsku składała się (według stanu z 1 stycznia 1946) składała się z 2 gromad: Dębieńsko Stare i Dębieńsko Wielkie. Według stanu z 1 lipca 1952 gmina składała się już tylko z samego Dębieńska (po komasacji Dębieńska Starego i Wielkiego) i przez to nie była podzielona na gromady.
Gromadę Dębieńsko utworzono w powiecie rybnickim w woj. stalinogrodzkim, na mocy uchwały nr 22/54 WRN w Stalinogrodzie z dnia 5 października 1954. W skład jednostki wszedł obszar zniesionej gminy Dębieńsko w tymże powiecie. Dla gromady ustalono 27 członków gromadzkiej rady narodowej. Gromada przetrwała do końca 1972 roku, czyli do kolejnej reformy gminnej.
1 stycznia 1973 utworzono gminę Ornontowice z siedzibą władz w Ornontowicach. W skład gminy Ornontowice weszły 3 sołectwa: Bujaków, Dębieńsko i Ornontowice. 1 lutego 1977 gmina została zniesiona. Z części jej obszaru (sołectwa Bujaków i Ornontowice) oraz ze znoszonej gminy Przyszowice utworzono nową gminę Gierałtowice, natomiast sołectwo Dębieńsko przyłączono do Leszczyn.
1 stycznia 1992 gminę Leszczyny i miasto Leszczyny połączono, tworząc jedną miejsko-wiejską gminę o nazwie Czerwionka-Leszczyny. Zmiana nazw obu jednostek (miejskiej i wiejskiej) z Leszczyny na Czerwionka-Leszczyny (§ 3) nastąpiła więc tego samego dnia (1 stycznia 1992) co ich połączenie w jedną jednostkę Czerwionka-Leszczyny (§ 2). Zmiana nazwy była uwypukleniem dwoistego charakteru tego miasta a posteriori.
1 stycznia 1999, w związku z kolejną reformą administracyjną kraju, gmina Czerwionka-Leszczyny powróciła do powiatu rybnickiego w województwie śląskim.

## Ludność Dębieńska na przestrzeni wieków

### Dębieńsko Stare
| ROK  | Liczba mieszkańców               |
| ---- | -------------------------------- |
| 1784 | 93                               |
| 1818 | 194                              |
| 1845 | 334                              |
| 1910 | 1043 – gmina, 21 – okręg dworski |
| 1936 | 1677                             |

### Dębieńsko Wielkie
| ROK  | Liczba mieszkańców               |
| ---- | -------------------------------- |
| 1784 | 179                              |
| 1818 | 353                              |
| 1845 | 547                              |
| 1865 | 800                              |
| 1910 | 864 – gmina, 154 – okręg dworski |
| 1936 | 1460                             |

### Łączna liczba mieszkańców Dębieńska
| ROK      | Liczba mieszkańców |
| -------- | ------------------ |
| 1998     | 3611               |
| 1999     | 3640               |
| 2000     | 3615               |
| III 2005 | 3608               |

## Herb i pieczęć Dębieńska

### Herb i pieczęć Dębieńska Starego
Dębieńsko Stare w swoim herbie posiada Baranka Bożego z chorągiewką skierowanego w lewą stronę. Jest to godło św. Jana Chrzciciela, który był uważany za patrona lokalnego. Taki właśnie herb znajdował się na najstarszych pieczęciach z czasów niemieckich pochodzących z końca XVIII wieku oraz na polskiej pieczęci sporządzonej w 1921 roku, na której ponadto znajdował się napis przetłumaczony z pieczęci niemieckich w brzmieniu: „Gmina Dębieńsko-Stare * powiat rybnicki *”. Pieczęć ta miała 32 milimetry średnicy.

### Herb i pieczęć Dębieńska Wielkiego
Dębieńsko Wielkie na najstarszej pieczęci z XVIII wieku ma samotnie stojącą jodłę. Natomiast na polskiej pieczęci sporządzonej po 1921 roku posiada samotnie stojący dąb, jako symbol związany z nazwą wsi. Na tej pieczęci znajdował się napis: „Gmina Dębieńsko Wielkie * powiat rybnicki *. Pieczęć ta również miała 32 milimetry średnicy. Natomiast herb przedstawiany był w następujących kolorach: zielone drzewo, zielona murawa na białym tle.

## Zabytki
Najważniejszym zabytkiem Dębieńska jest kościół parafialny pod wezwaniem świętego Jerzego wybudowany w latach 1798–1800 na miejscu starego drewnianego kościoła. Kościół posiada późnorenesansowy ołtarz główny z połowy XVII wieku, barokową ambonę ufundowaną w 1774 roku, chrzcielnicę z 1808 roku oraz organy z 1890 roku.

## Sport
W Dębieńsku gra klub piłkarski Dąb Dębieńsko

## Turystyka
Przez miejscowość przebiega  niebieska trasa rowerowa nr 291 – Ornontowice – Woszczyce (18,5 km)

## Wybitne osoby pochodzące z Dębieńska
- ks. Franciszek Rudzki
- Jan Spyra (1900–1960), powstaniec śląski, żołnierz AK
- Bolesław Profaska (1931–2007), pasjonat historii lokalnej, działacz społeczny

## Wybitne osoby związane z Dębieńskiem
- ks. bp Józef Gawlina – wikariusz w latach 1921–1922

### Publikacje o Dębieńsku
- J. Pilnacek, Die alteste Genealogie der Welczek von Dubensko des Stammes Rassycz, Breslau 1938.
- B. Profaska, Dzieje Dębieńska, Czerwionka-Leszczyny 1998.

### Literatura pomocnicza
- Johann Georg Knie, Alphabethisch-Statistisch-Topographische Uebersicht aller Dörfer, Flecken, Städte und andern Orte der Königl. Preuß. Provinz Schlesien ..., wyd. 2, Breslau: Graß, Barth und Comp., 1845 (niem.)..
- F. Triest, Topographisches Handbuch von Oberschlesien, Breslau 1865.
- M. Gumowski, Herby i pieczęcie miejscowości wojew. [województwa] śląskiego, Katowice 1939.
- Strona klubu piłkarskiego LKS Dąb Dębieńsko. lksdab.website.pl. [zarchiwizowane z tego adresu (2006-10-21)].
- Strona parafii św. Jerzego
- Strona Gminy i Miasta Czerwionka-Leszczyny